# 萊斯利·伊斯本·羅格
萊斯利·伊本·羅格（英語：Leslie Isben Rogge，1940年3月8日—）是一名美國銀行搶劫犯。

## 背景
他於1970年代因車輛盜竊和大規模盜竊而被關押在堪薩斯州萊文沃思的美國監獄中。後來，他於1984年在佛羅里達州卡約拉哥市因搶劫銀行被定罪並判處25年徒刑。1985年9月，他賄賂了一名懲教人員，並逃離了愛達荷州莫斯科的監獄。 從那時起，他進入了美國聯邦調查局十大通緝要犯 名單，直到他在1996年被捕。
羅格計劃哪家銀行更有可能進行搶劫，並通過諮詢哪輛車可以更快地逃生來精心策劃逃生計劃，大致排練逃生計劃直至獲得安全。羅格和他的搭檔搶劫特定銀行時，他們使用警察掃描儀監視銀行警報系統的狀態並跟踪警察活動。 當他們逃脫時，定時搶劫的煙霧彈爆炸了，搶劫發生前一晚，這使他們分心逃脫。